# Epístola a los laodicenses

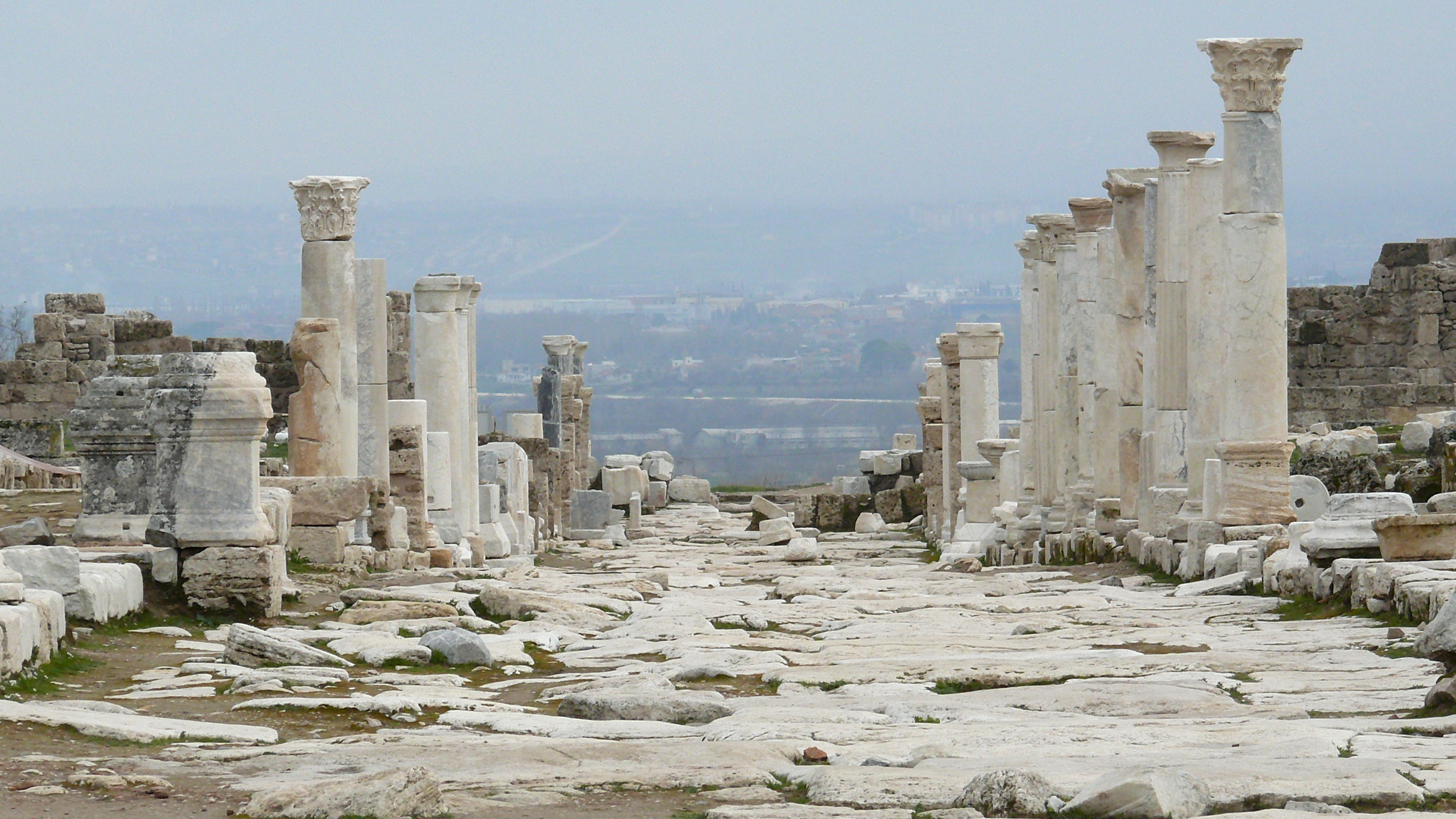
Ruinas de Laodicea

La epístola a la iglesia de Laodicea es una carta que se encuentra en algunas ediciones de la Vulgata. 
Existe una creencia de que es una falsificación obtenida de epístolas paulinas auténticas.
Adolf von Harnack dice que fue escrita por Marción o uno de sus seguidores[cita requerida], pero a pesar de un examen literario, su sugerencia no puede ser demostrada o negada. De todos modos, esta pequeña obra no contiene narraciones, doctrina o enseñanza que no se encuentren en otros lugares del canon de la Biblia[¿según quién?].